# کاکایی‌اقیانوسی قطب جنوب
کاکایی‌اقیانوسی قطب جنوب (نام علمی: Stercorarius maccormicki) پرنده‌ای دریایی و بزرگ است در تیره کاکایی‌اقیانوسیانStercorariidae. نام قدیمی این پرنده اسکوای مک‌کورمیک است که پس از نام کاوشگر و جراح نیروی دریایی، رابرت مک‌کورمیک، که نخستین نمونه‌های این گونه را جمع‌آوری کرده بود نام‌گذاری شد.
قاپوی قطب جنوب پرندهٔ بزرگ‌جثه‌ای است اگرچه در مقایسه با دیگر قاپوها جثه کوچکتری دارد. طول بدن این پرنده به ۵۳ سانتی‌متر می‌رسد. این پرنده در کرانه‌های قطب جنوب تخم‌گذاری می‌کند و هر بار دو تخم در ماه‌های میان نوامبر و دسامبر می‌گذارد. همانند دیگر قاپوها، او در صورتی که جانوری به تخم‌هایش نزدیک شود بالای سرش پرواز می‌کند. قاپوی قطب جنوب پرنداه‌ای مهاجر است و زمستان‌ها را در اقیانوس‌های آرام، هند، و اطلس می‌گذارند.